# Роберто Каппареллі
Роберто Каппареллі Корінграто (ісп. Roberto Caparelli Coringrato; нар. 18 листопада 1923) — болівійський футболіст, що грав на позиції нападника за клуб «Зе Стронгест» і «Літораль», а також національну збірну Болівії.

## Клубна кар'єра
У футболі відомий виступами у командах «Літораль» та «Зе Стронгест». 

## Виступи за збірну
1950 року дебютував в офіційних матчах у складі національної збірної Болівії. Протягом кар'єри у національній команді провів у її формі 1 матч.
У складі збірної був учасником чемпіонату світу 1950 року у Бразилії, де зіграв в розгромно програному матчі з Уругваєм (0-8).